# Bathybates fasciatus
Bathybates fasciatus är en fiskart som beskrevs av Boulenger, 1901. Bathybates fasciatus ingår i släktet Bathybates och familjen Cichlidae. IUCN kategoriserar arten globalt som livskraftig. Inga underarter finns listade.